# Вили Щоф
Вили Щоф (на немски: Willi Stoph) (9 юли 1914, Берлин – 13 април 1999, Берлин) е германски партиен и държавен деец, герой на труда, армейски генерал.

## Биография
Член е на Комунистическата партия на Германия (КПГ) от 1931 до 1946 г. Участва в съпротивата против хитлеризма. Призован е във Вермахта и служи в артилерийски полк (1935 – 1937), след което работи в архитектурна фирма в Берлин. Мобилизиран е (1940) и участва във Втората световна война на Източния фронт на територията на СССР. Там е ранен (1942) и награден с ордена „Железен кръст“ 2-ра степен. Пленен е от съветски войници през 1945 г.
Член е на Германската единна социалистическа партия (ГЕСП) от нейното основаване (1946) до изключването му в края на 1989 г. От 1950 г. е член на Централния комитет на ГЕСП, а от 1953 г. – член на Политбюро на ЦК на ГЕСП.
Щоф е министър на вътрешните работи (1952 – 1955), после министър на националната отбрана (1956 – 1960), когато е произведен (първи в страната) в звание армейски генерал. От 1954 е заместник-председател, а от 1962 до 1964 г. е първи заместник-председател на Министерския съвет. Той е председател на Министерския съвет и заместник-председател на Държавния съвет на ГДР от 23 септември 1964 до 3 октомври 1973 г., когато наследява починалия Валтер Улбрихт като председател на Държавния съвет на ГДР (фактически държавен глава на страната). На най-висшата държавна длъжност остава до 26 октомври 1976 г., когато отново застава начело на правителството.
Свален е от премиерския пост на 7 ноември 1989 г. На следващия ден всички членове на Централния комитет на ГЕСП колективно подават оставка. На 17 ноември същата година е изваден от състава на Държавния съвет и напуска депутатското място. С решение на Централния комитет на ГЕСП е изключен от партията на 3 декември 1989 г. Само след 5 дни е арестуван по обвинения в злоупотреба със служебно положение и са му конфискувани парични средства. Като член на Политбюро на ГЕСП по-късно е съден за убийства край Берлинската стена. Обръща се към ръководството на СССР с молба за политическо убежище, но получава отказ.

## Отличия
Носител е на ордените „Карл Маркс“, „Георги Димитров“ (1972) и „13 века България“ (1989).